# New Witten
New Witten es un pueblo ubicado en el condado de Tripp en el estado estadounidense de Dakota del Sur. En el Censo de 2010 tenía una población de 79 habitantes y una densidad poblacional de 110,51 personas por km².

## Geografía
New Witten se encuentra ubicado en las coordenadas 43°26′26″N 100°4′55″O / 43.44056, -100.08194. Según la Oficina del Censo de los Estados Unidos, New Witten tiene una superficie total de 0.71 km², de la cual 0.71 km² corresponden a tierra firme y (0%) 0 km² es agua.

## Demografía
Según el censo de 2010, había 79 personas residiendo en New Witten. La densidad de población era de 110,51 hab./km². De los 79 habitantes, New Witten estaba compuesto por el 97.47% blancos, el 0% eran afroamericanos, el 0% eran amerindios, el 0% eran asiáticos, el 0% eran isleños del Pacífico, el 0% eran de otras razas y el 2.53% pertenecían a dos o más razas. Del total de la población el 0% eran hispanos o latinos de cualquier raza.